# Textus Receptus

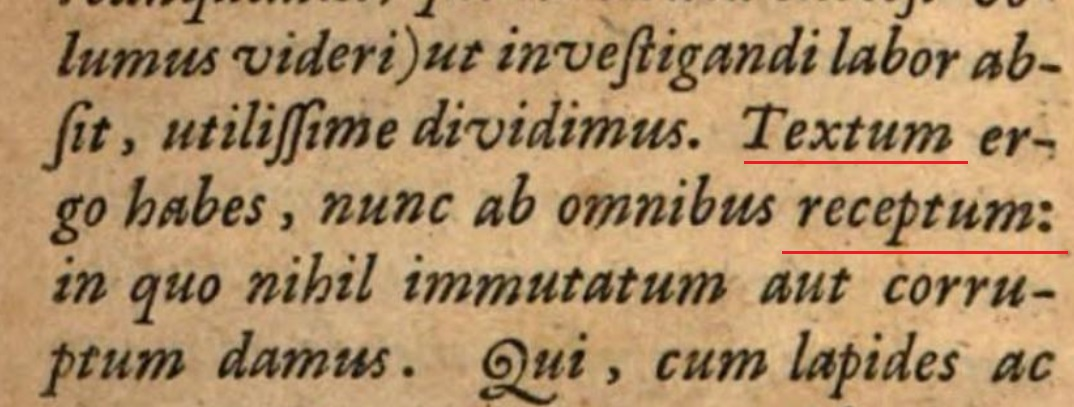
"U bezit dus de tekst die nu door allen ontvangen is.": de woorden uit de Elzevier editie van 1633, in het Latijn, waarvan de term "textus receptus" werd afgeleid.

Textus Receptus (Latijn voor 'ontvangen/aanvaarde tekst') is de naam voor de eerste Griekse tekst van het Nieuwe Testament die door middel van de boekdrukpers verspreid werd. De eerste versie werd in 1516 gedrukt. Manuscripten voor de uitgave van de tekst werden verzameld door de Nederlandse monnik en humanist Desiderius Erasmus. De tekst fungeerde als uitgangspunt voor de nationale vertalingen, waaronder de Lutherse bijbel (1522) in het Duits, King James Version (1611) in het Engels en de Statenvertaling (1637) in het Nederlands.

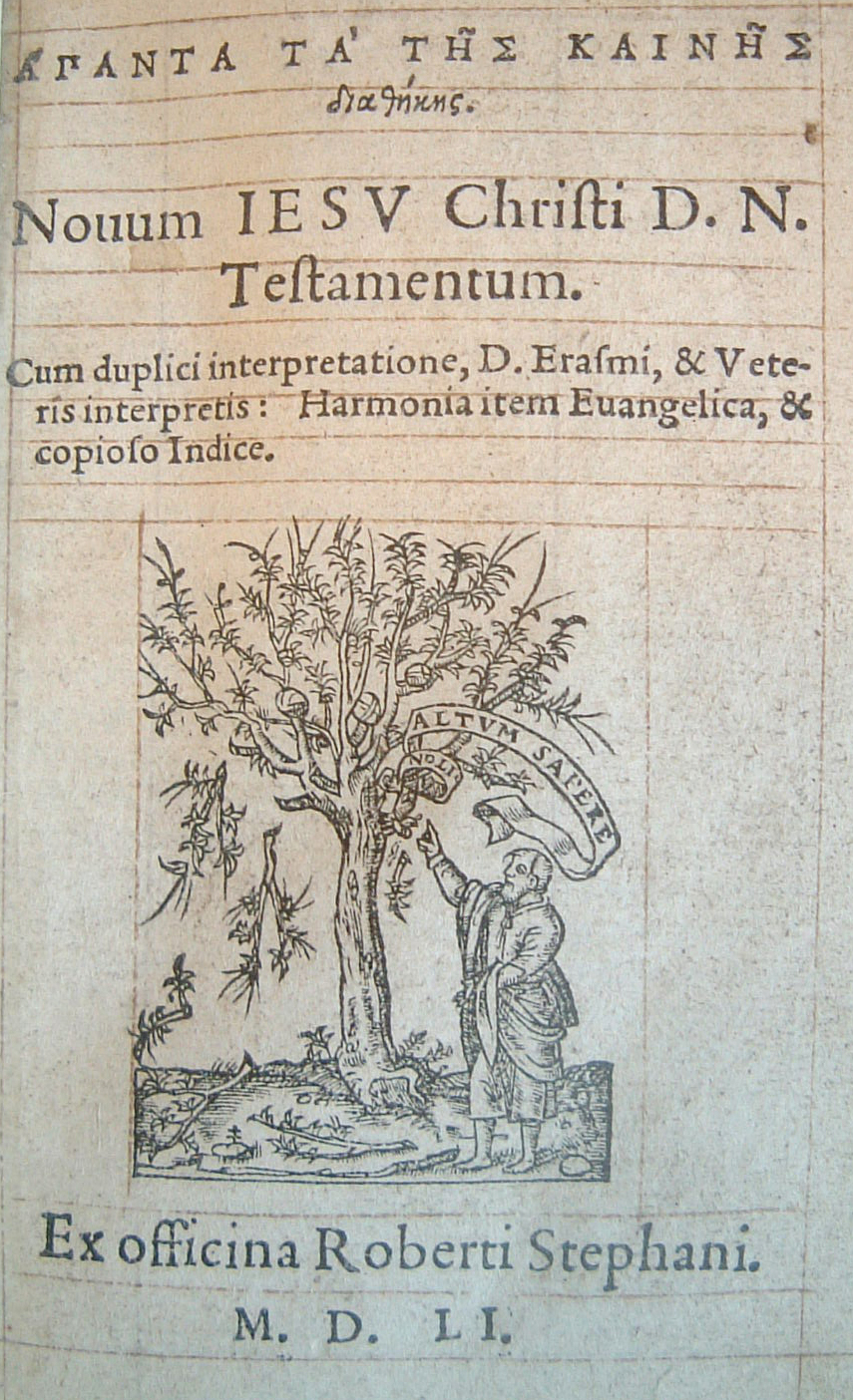
4e editie van het Nieuwe Testament van Robert Estienne

## Verschillende edities
Door de jaren heen zijn er revisies van de tekst geweest door verschillende personen. De bekendste van hen zijn Desiderius Erasmus, Theodore Beza, Robert Stephanus (Robert Estienne) en de broers Abraham en Bonaventura Elsevier.
Erasmus publiceerde vijf edities van het Nieuwe Testament. De eerste editie van 1516 werd opgevolgd door een andere in 1519, die gebruikt werd door Maarten Luther voor zijn Duitse vertaling. Zijn derde, vierde en vijfde volgden in 1522, 1527 en 1535. Erasmus' werk was de standaard voor de komende eeuwen.
Robert Estienne publiceerde vier edities, namelijk in 1546, 1549, 1550 en de laatste in 1551.
Theodore Beza publiceerde verschillende edities van het Griekse Nieuwe Testament, waarbij hij de tekstkritische standaard die Erasmus had gezet navolgde. Hij publiceerde in 1565, 1582, 1588 en 1598 vier edities die in folio werden gedrukt. Hij publiceerde tevens vijf octavo-edities, in 1565, 1567, 1580, 1590 en 1604.
De versie van Beza uit 1598 en de in 1550 en 1551 verschenen versie van Stephanus zijn de belangrijkste bronnen voor de vertalers van de Engelse King James Version en de Nederlandse Statenvertaling.
In 1624, 1633 en 1641 publiceerden de gebroeders Elsevier drie edities van het Griekse Nieuwe Testament. Zij volgden nauwkeurig het werk van Beza. Het voorwoord van de uitgever van de editie van 1633 bevat de zinsnede textum ergo habes, nunc ab omnibus receptum, vertaald als: "Alzo heeft u de tekst, die door allen ontvangen/aanvaard is". Hieruit is het begrip "textus receptus" of "ontvangen/aanvaarde tekst" ontstaan.

## DeTextus Receptusen de tekstkritiek

### Byzantijns teksttype
De Textus Receptus vertoont de meeste overeenkomsten met de Byzantijnse tekst (maar ook ongeveer duizend verschillen, zie hieronder). Binnen de manuscripten van het Nieuwe Testament kunnen enkele teksttypen of tekstclusters worden onderscheiden, waarvan het Byzantijnse teksttype er één is. Niet al deze groepen handschriften zijn even groot. De Byzantijnse tekst maakt ongeveer 80% van het totaal aantal manuscripten van het Nieuwe Testament uit. Daarom wordt dit teksttype ook wel de meerderheidstekst genoemd. Byzantijnse handschriften hebben opvallend weinig onderlinge variatie. Deze handschriften zijn vrijwel allemaal te dateren in de negende eeuw en later. 
De gangbare opvatting van tekstcritici is dat het Byzantijnse teksttype het eindpunt vormt van een eeuwenlange, geleidelijke ontwikkeling van de tekst. Omdat zich in dit type tekst veel fouten hebben opgehoopt, wordt het beschouwd als het type met de laagste tekstkwaliteit van alle teksttypen. De meeste eigenaardigheden van de Byzantijnse tekst, zoals harmonisaties (onderlinge afstemming van parallelle gedeelten) en interpolaties (tussenvoegsels) vinden nooit steun in de oude papyri en vierde-eeuwse majuskels. Deze varianten zijn volgens tekstkritische criteria niet oorspronkelijk, want het is waarschijnlijker dat overschrijvers de tekst van parallelle gedeelten aan elkaar aanpasten en verschillen tussen hun voorbeeldhandschriften gladstreken dan dat ze die verschillen juist aanbrachten. Het gevolg is dat het Byzantijnse teksttype eenvormig is en vaak langer, want verschillen tussen Bijbelboeken of handschriften werden niet opgelost door weglating, maar door toevoeging. De lage kwaliteit van dit teksttype in het algemeen sluit niet uit dat er ook heel oude varianten in zijn bewaard: een variant in de Byzantijnse tekst is niet per se een typisch Byzantijnse variant.
Dat verreweg de meeste Bijbelse handschriften Byzantijns zijn, is te verklaren door de opkomst van het Latijn in het westen en de islam in Egypte en het Midden-Oosten, waardoor de productie van Griekse handschriften daar stopte, terwijl het kopiëren van Byzantijnse handschriften in Constantinopel nog voort ging. Daarom is in de tekstkritiek niet het aantal handschriften doorslaggevend, maar de kwaliteit van de handschriften. De tekstvariant die alle andere kan verklaren is het origineel, niet de variant met de meeste handschriften achter zich.
De lage status van de Byzantijnse tekst en de werkwijze van tekstcritici is door sommige nieuwtestamentici in de tweede helft van de twintigste eeuw bestreden. Door nieuwe digitale methoden heeft de mogelijkheid dat er in de Byzantijnse tekst oude varianten zijn bewaard in de eenentwintigste eeuw meer steun gekregen. In de grote editie van het Griekse Nieuwe Testament, de Editio Critica Maior, komt een groot deel van de tekstuele veranderingen ten opzichte van eerdere edities overeen met de Byzantijnse tekst.

### Verschillen tussen deTextus Receptusen de Byzantijnse tekst
Tussen de Textus Receptus en de Byzantijnse tekst zitten ongeveer duizend verschillen. Erasmus gebruikte een aantal manuscripten met afwijkingen van de meeste Byzantijnse handschriften en vertaalde soms teksten terug vanuit de Latijnse Vulgaat. Hier volgen drie voorbeelden:
1. In afwijking van vrijwel alle handschriften, ook de meeste Byzantijnse, heeft de Textus Receptus in Efeziërs 1:18  διανοιας ("verstand") in plaats van καρδίας ("hart"). Deze variant uit enkele laatmiddeleeuwse handschriften en citaten wordt in het Novum Testamentum Graece niet eens genoemd.[3]
2. De Textus Receptus wijkt soms af van alle andere handschriften. In Handelingen 9:6 staat in alle handschriften bijvoorbeeld ἀλλὰ ἀνάστηθι ("maar sta op"); Erasmus verwijderde hier ἀλλά ("maar") uit de tekst.
3. De Textus Receptus bevat het Comma Johanneum. Deze Latijnse glosse (die in geen enkel Grieks handschrift vóór de 14e eeuw voorkomt) werd door Erasmus aanvankelijk uit zijn editie gehouden, maar toen men hem beschuldigde van ketterij, nam hij het Comma toch op. In zijn commentaar legde hij uit dat dit een latere toevoeging aan de tekst was. Het is een mythe dat Erasmus een Griekse tekst met het Comma van zijn tegenstanders geëist had en dat zij toen zo'n handschrift speciaal voor dat doel vervaardigd hebben. In feite heeft Erasmus waarschijnlijk in 1520 de codex Montfortianus geraadpleegd, waarin het Comma uit het Latijn in het Grieks vertaald was.[4] De Statenvertaling bevat het Comma Johanneum, en stelt in een kanttekening (ten onrechte) dat dit vers in de meeste Griekse handschriften gevonden worden en beargumenteert (op basis van de onjuiste veronderstelling dat het Comma vers 7 zou betreffen) dat het past in de structuur van de tekst[5]. De geschiedenis van het Comma is een argument voor de stelling van tekstcritici dat teksten wel langer worden, maar slechts zelden korter. "Mit Hartnäckigkeit wird hier festgehalten, was einmal existiert."[6]

### Wetenschappelijke status
De Textus Receptus had tot de 18e eeuw een vrijwel onbetwiste, goddelijke status. Voor velen was het een schok toen John Mill in 1707 een editie met ongeveer 30.000 plaatsen van variatie in de handschriften publiceerde. Sindsdien is door de herontdekking van oude handschriften, de vondst van papyri en de ontwikkeling van tekstkritiek als wetenschap grote vooruitgang geboekt. De status van de Textus Receptus werd ondermijnd. Inmiddels is in de wetenschap de Textus Receptus als editie van het Griekse Nieuwe Testament al bijna twee eeuwen achterhaald.

## Kerkelijk gebruik
Er zijn nog aanhangers van de Textus Receptus, vooral in het evangelisch christendom en orthodox-protestantisme, waar men nog de Statenvertaling en de King James Version gebruikt. Sommigen van hen beschouwen de tekst als door God geïnspireerd. Verdedigers van de Textus Receptus maken meestal geen onderscheid met de Byzantijnse tekst. Men schrijft het aan goddelijke voorzienigheid toe dat het grootste deel van de manuscripten Byzantijns is en in die vorm in de kerkelijke traditie is overgeleverd.
In verdedigingen van de Textus Receptus voeren aanhangers hiervan een polemiek tegen de wetenschappelijke teksteditie. Volgens hen is het Novum Testamentum Graece (waarop vrijwel alle moderne vertalingen gebaseerd zijn) corrupt. Zij vinden dat de edities Westcott-Hort en Nestle-Aland gebruik hebben gemaakt van volgens hen corrupte bronteksten, zoals de Codex Sinaiticus, Codex Vaticanus en Codex Bezae. Bovendien zouden hun teksten het resultaat zijn van willekeur.
De Grieks-Orthodoxe Kerk, die in haar diensten nog altijd de oorspronkelijke oud-Griekse taal gebruikt, hanteert de Byzantijnse tekst (meerderheidstekst).

## Trivia
Ook bij de bestudering van grote werken uit de wereldliteratuur, bijvoorbeeld van Dante Alighieri, Geoffrey Chaucer en William Shakespeare, wordt de uitdrukking textus receptus gebruikt om de standaardeditie van de tekst aan te duiden, 